# السفارة السعودية في الجزائر
سفارة المملكة العربية السعودية في الجزائر، هي بعثة دبلوماسية سعودية تقع في العاصمة الجزائر وافتتحت للمرة الأولى عام 1391 هـ الموافق 1971 م. ويترأس البعثة حالياً سفير خادم الحرمين الشريفين عبد الله بن ناصر البصيري  العنوان: 5 شارع دودو مختار، بن عكنون، الجزائر.

## سفراء السعودية في الجزائر
| اسم السفير              | تاريخ التعيين  | ملاحظات                    |
| ----------------------- | -------------- | -------------------------- |
| رياض الخطيب             | 1384هـ - 1964م |                            |
| عبدالله الملحوق         | 1394هـ - 1974م |                            |
| محمد حسن فقي            | 1394هـ - 1974م |                            |
| محمد بن عيد العتيبي     | 1416هـ - 1996م |                            |
| بكر أحمد قزاز           | 1419هـ - 1999م |                            |
| سامي بن عبدالله الصالح  | 1427هـ - 2006م |                            |
| محمود بن حسين قطان      | 1435هـ - 2014م |                            |
| عبدالله بن ناصر البصيري | 1443هـ - 2021م | دكتوراه في العلوم السياسية |

## وصلات خارجية
- موقع سفارة المملكة العربية السعودية في الجزائر
- وزارة الخارجية السعودية (بالعربية)
- Ministry of Foreign Affairs of Kingdom of Saudi Arabia (بالإنجليزية)